# Usteau du Loup
L' Usteau du Loup, appelé aussi allée couverte d'Unsac ou Cabane (Maison) du Loup ou encore  La Cabane (Grotte) des Fées, est une allée couverte située à  Saint-Gervazy dans le département français du Puy-de-Dôme.

## Protection
L'édifice a fait l’objet d’un classement au titre des monuments historiques en 1896.

## Description
De l'édifice d'origine, il ne demeure que six orthostates, deux dalles de chevet et une table de couverture reposant au sol. Les blocs sont d'origine locale et n'ont été déplacés que sur une courte distance. C'est la seule allée couverte du département, elle est de type atlantique. Sa localisation constitue l'avancée extrême de ce type de mégalithe vers le sud-est. L'allée mesure 5,30 m de longueur pour 4,50 m de largeur et 2,20 m de hauteur.
| Dalle                                                           | Longueur | Largeur | Épaisseur |
| --------------------------------------------------------------- | -------- | ------- | --------- |
| Table                                                           | 3,80 m   | 2,80 m  | 0,58 m    |
| Orthostate no 1                                                 | 1,40 m   | 1,10 m  | 0,70 m    |
| Orthostate no 2                                                 | 1,50 m   | 1,45 m  | 0,60 m    |
| Orthostate no 3                                                 | 1,55 m   | 1,35 m  | 0,40 m    |
| Orthostate no 4                                                 | 1,90 m   | 1,40 m  | 0,80 m    |
| Orthostate no 5                                                 | 2 m      | 1,45 m  | 0,70 m    |
| Orthostate no 6                                                 | 2,10 m   | 1,25 m  | 0,60 m    |
| Chevet no 1                                                     | 2,10 m   | 1,60 m  | 1 m       |
| Chevet no 2                                                     | 1,50 m   | 0,90 m  | 0,60 m    |
| Données : Inventaire des mégalithes de la France, 8-Puy-de-Dôme |          |         |           |

Sur le plan dressé par Jean-Baptiste Bouillet en 1846, la table de couverture figure déjà renversée au sol. Il et probable que les deux petites dalles visibles à peu de distance, à demi enterrées, correspondent à des fragments d'une deuxième table de couverture. Les orthostates sont légèrement inclinés vers l'intérieur de la chambre, leur surface interne est lisse, de même que celles des deux dalles de chevet. La chambre mesure 4,40 m de longueur pour 2,40 m de largeur et 1,60 m de hauteur. Elle ouvre à l'est. Le tumulus a complètement disparu.

## Fouilles archéologiques
Louis Gilbert a fouillé l'édifice en 1964 mais celui-ci avait préalablement fait l'objet de fouilles clandestines. Le matériel archéologique recueilli se compose principalement de tessons de poterie (230 dont 26 correspondant à une céramique cordée datée du Campaniforme), de quelques silex et de débris de fer, verre et poteries récentes. Aucun ossement humain n'a été retrouvé.

## Folklore
Dans l'imaginaire collectif, le monument est associé au loup ou aux fées, personnifiant dans ce cas le diable et les esprits maléfiques, comme l'attestent les nombreuses appellations dont il a fait l'objet.